# Козацьке (заказник)
Коза́цьке (вимоваⓘ) — гідрологічний заказник місцевого значення у Золотоніському районі Черкаської області, адмінмежі Остапівської сільської ради.

## Опис
Заказник площею 41,5 га розташовано біля с. Остапівка у долині річки Чумгак.
Як об'єкт природно-заповідного фонду створено рішенням Черкаської обласної ради від 28.12.2010 № 3-11/VI. Землекористувач або землевласник, у віданні якого перебуває заповідний об'єкт — Шрамківська сільська громада. 
Під охороною болотний масив — регулятор гідрологічного режиму з типовою рослинністю.